# Solanum rigescentoides
Solanum rigescentoides là loài thực vật có hoa trong họ Cà. Loài này được Hutch. miêu tả khoa học đầu tiên năm 1920.